# Milnay Louw
Pour les articles homonymes, voir Louw.
Milnay Louw, née le 6 octobre 1988 au Cap, est une joueuse professionnelle de squash représentant l'Afrique du Sud. Elle atteint en mars 2014 la 60e place mondiale sur le circuit international, son meilleur classement.
Elle remporte le titre de championne d'Afrique du Sud à trois reprises entre 2016 et 2019.

## Palmarès

### Victoires
- Championnats d'Afrique du Sud : 3 titres (2016, 2017[2], 2019[3])